# Erica Sullivan
Erica Sullivan (Las Vegas, 9 agosto 2000) è una nuotatrice statunitense. Ha vinto la medaglia d'argento nei 1500 metri stile libero alle Olimpiadi estive di Tokyo 2020.

## Palmarès
- Giochi olimpici

Tokyo 2020: argento nei 1500m stile libero.